# Argestues
Argestues es una localidad perteneciente al municipio de Valls d'Aguilar, en la provincia de Lérida, comunidad autónoma de Cataluña, España. En 2019 contaba con 19 habitantes.